# Amphibios
Amphibios je debitantski studijski album kamniške hip hop zasedbe Matter, izdan maja 2016 pri založbi rx:tx. Februarja 2016 je izšel videspot za pesem "Safari", štiri dni po izdaji pa še pesem "Dizeldorf". V začetku junija je izšel še videospot za pesem "Skit, ki bo hit", konec julija pa za pesem "Anakonda", ki se navezuje na film Peklenska pomaranča. Predstavljen je bil 19. maja v KUD France Prešeren.
Na pesmi "1000 kristalov" kot vokalist gostuje Fejzo Košir (naslovljen kot "Your Gay Thought"), član skupine Your Gay Thoughts, na pesmi "Anakonda" pa glasbenica КУКЛА.

## Kritični odziv
Za Mladino je o fenomenu skupine Goran Kompoš v recenziji albuma napisal: "Zgodbe, v katerih se v zadimljenih, stripovskih oblačkih prosto-asociativno prepletata kamniška ulična stvarnost in literarno-filmska fikcija, ne ponuja klasičnega raperskega »storytellinga«. Tudi rapanje je vse prej kot »pravilno«. Toda trojec iz teh nepravilnosti oblikuje svoj stil, v katerem ločnica med genialnostjo in banalnostjo ni vedno zacementirana, je pa v povezavi s hipnotičnimi, mojstrsko izoblikovanimi, trendovskimi beati svojstveno privlačna."
Ob koncu leta je bil s strani spletne revije Beehype album izbran za 2. najboljši domači album leta.

### Priznanja
| objava        | uvrstitev | seznam               |
| ------------- | --------- | -------------------- |
| Radio Študent | 2.        | Naj tolpa bumov 2016 |
| Beehype       | 2.        | Best of 2016         |

## Seznam pesmi
Vsa besedila sta napisala Dario Nožič Serini in Matej Tunja, razen pri "Anakonda" (Nožič Serini, Tunja in Katarina Rešek). Vso glasbo sta napisala Nožič Serini in Luka Lah, razen pri "1000 kristalov" (Nožič Serini, Lah, Gregor Kocijančič in Aljaž "Fejzo" Košir).
| Št. | Naslov                                    | Dolžina |
| --- | ----------------------------------------- | ------- |
| 1.  | „Tri sonca‟                               | 3:30    |
| 2.  | „Anakonda‟ (feat. КУКЛА)                  | 4:39    |
| 3.  | „Bomboni‟                                 | 3:46    |
| 4.  | „Skit, ki bo hit‟                         | 2:12    |
| 5.  | „Dizeldorf‟                               | 3:32    |
| 6.  | „Pimpin' Piaf‟                            | 3:25    |
| 7.  | „Ladje‟                                   | 4:01    |
| 8.  | „1000 kristalov‟ (feat. Your Gay Thought) | 3:35    |
| 9.  | „Bambi‟                                   | 3:58    |
| 10. | „Safari‟                                  | 4:21    |
| 11. | „Velik njega‟                             | 3:06    |
| 12. | „Mrki flow‟                               | 6:03    |

## Zasedba
Matter
- Dario Nožić Serini - Dacho
- Luka Lah - Levanael
- Matej Tunja - Tunja

Ostali glasbeniki
- КУКЛА
- Your Gay Thoughts

Tehnično osebje
- Štefan Cerjak — miksanje (v Friteza Studio)
- Gregor Zemljič — mastering
- Nina Vrhovec, Miha Brodarič, Tilen Sepič — fotografiranje
- Marko Peljhan — urednik